# Ashwaubenon
Ashwaubenon é uma vila localizada no estado norte-americano de Wisconsin, no Condado de Brown.

## Demografia
Segundo o censo norte-americano de 2000, a sua população era de 17.634 habitantes. 
Em 2006, foi estimada uma população de 17.106, um decréscimo de 528 (-3.0%).

## Geografia
De acordo com o United States Census Bureau tem uma área de 
33,0 km², dos quais 32,0 km² cobertos por terra e 1,0 km² cobertos por água.

## Localidades na vizinhança
O diagrama seguinte representa as localidades num raio de 12 km ao redor de Ashwaubenon. 